# Polideportivo Ejido
Club Polideportivo Ejido – hiszpański klub piłkarski z siedzibą w mieście El Ejido leżącym w Andaluzji.

## Historia
Został założony w 1969 roku. Przez długie lata występował w Tercera División i Segunda División B. W 2001 roku awansował do Segunda División, z której spadł w roku 2008. Swoje mecze rozgrywa na Municipal Santo Domingo, który może pomieścić 7.870 widzów. Barwy klubu to kolory biały i błękitny. W latach 2002–2003 w Polideportivo występował reprezentant Polski Mirosław Trzeciak.

## Sukcesy
- Mistrzostwo Tercera División: 1996 i 2000.
- Awans do Segunda División: 2001.

## Sezony
- 2004/2005: Segunda División 13. miejsce
- 2005/2006: Segunda División 15. miejsce
- 2006/2007: Segunda División 10. miejsce
- 2007/2008: Segunda División

## Reprezentanci krajów grający w klubie
- Marc Bernaus
- Ildefons Lima
- Jurica Vučko
- Marcelino Elena
- Risto Vidaković
- Avimelet Rivas
- Antonio de Nigris
- Gerardo Torrado
- Mirosław Trzeciak
- Bogdan Mara
- Dennis Șerban
- László Éger